# Katharina Böhm
Katharina Böhm (Sorengo, 20 novembre 1964) è un'attrice austriaca.

## Biografia
È figlia dell'attore austriaco Karlheinz Böhm, particolarmente noto per il ruolo di Francesco Giuseppe I d'Austria nella trilogia de La principessa Sissi al fianco di Romy Schneider, e dell'attrice polacca Barbara Lass, ex moglie del regista Roman Polański; è inoltre nipote di Karl Böhm, celebre direttore d'orchestra austriaco.
Ha un figlio, Samuel, nato nel 1998 e vive in Germania, a Baldham, vicino a Monaco di Baviera.
A 13 anni viene scelta per interpretare la parte di Clara nel telefilm Heidi derivato dell'omonimo cartone animato. A 23 anni inizia a girare il primo di 39 episodi della fortunata serie L'eredità dei Guldenburg. 
In Italia ha fatto parte del cast della fiction Amico mio, diretta da Paolo Poeti e del cast di A rischio d'amore di Vittorio Nevano. Ma conquista il grande pubblico interpretando per otto stagioni a partire dal 1999 il ruolo di Livia (dove viene doppiata da Claudia Catani), l'eterna fidanzata del commissario Montalbano nell'omonima fiction televisiva, tratta dai romanzi di Andrea Camilleri.

## Filmografia

### Cinema
- Lucky Star, regia di Jiri Pech e Hans-Jürgen Tögel (1979)
- Kaltes Fieber, regia di Josef Rusnak (1984)
- Tarot, regia di Rudolf Thome (1986)
- Magdalene, regia di Monica Teuber (1988)
- Conversation with the Beast, regia di Armin Mueller-Stahl (1996)
- Living Dead, regia di Dennis Gansel - cortometraggio (1997)
- Der große Lacher, regia di Benjamin Herrmann - cortometraggio (1997)
- Der zehnte Sommer, regia di Jörg Grünler (2003)

### Televisione
- Heidi – serie TV, 5 episodi (1978)
- Die Einfälle der heiligen Klara, regia di Vojtěch Jasný – film TV (1980)
- Es gibt noch Haselnuß-Sträucher, regia di Vojtěch Jasný – film TV (1983)
- La stirpe del sangue (Of Pure Blood), regia di Joseph Sargent – film TV (1986)
- L'eredità dei Guldenburg (Das Erbe der Guldenburgs) – serie TV, 36 episodi (1987-1990)
- Amico mio – serie TV, 8 episodi (1993-1994)
- A rischio d'amore, regia di Vittorio Nevano – film TV (1994)
- Alles außer Mord! – serie TV, episodi 2x1 (1995)
- Um die 30 – serie TV (1995)
- Sola in un incubo (Fesseln), regia di Xaver Schwarzenberger – film TV (1995)
- Noël et après, regia di Daniel Vigne – film TV (1995)
- La nave dei sogni (Das Traumschiff) – serie TV, episodi 1x27 (1996)
- Der König – serie TV, episodi 2x10 (1996)
- Die Unzertrennlichen – serie TV (1997)
- Gigolò - Maestro d'amore (Gigolo - Bei Anruf Liebe), regia di Michael Rowitz – film TV (1998)
- Polizeiruf 110 – serie TV, episodi 27x8 (1998)
- Geliebte Gegner, regia di Peter Weck – film TV (1998)
- Amico mio 2 – serie TV, episodi 1x7-1x8 (1998)
- Paul und Clara - Liebe vergeht nie, regia di Nikolai Müllerschön – film TV (1999)
- L'isola del ritorno (Zwischen Liebe und Leidenschaft), regia di Marijan David Vajda – film TV (2000)
- Die Nacht der Engel, regia di Michael Rowitz – film TV (2000)
- Die Ehre der Strizzis, regia di Peter Weck – film TV (2000)
- Die Braut meines Freundes, regia di Gabi Kubach – film TV (2001)
- Tatort – serie TV, episodi 1x462 (2001)
- Rette deine Haut, regia di Lars Becker – film TV (2001)
- Ein Sommertraum, regia di Rolf Silber – film TV (2001)
- Die Zeit mit dir, regia di Karola Hattop – film TV (2002)
- Il commissario Montalbano – serie TV, 8 stagioni (1999-2011)
- Der Freund von früher, regia di Matthias Tiefenbacher – film TV (2002)
- Gefährliche Gefühle, regia di Martin Enlen – film TV (2003)
- Dann kamst du, regia di Susanne Hake – film TV (2004)
- Ich werde immer bei euch sein, regia di Markus Fischer – film TV (2004)
- Wolff, un poliziotto a Berlino (Wolffs Revier) – serie TV, episodi 13x3 (2005)
- Tausche Kind gegen Karriere, regia di Michael Rowitz – film TV (2005)
- Nachtschicht – serie TV, episodi 1x1-1x2-1x3 (2003-2005)
- Was für ein schöner Tag, regia di Rolf Silber – film TV (2005)
- Stunde der Entscheidung, regia di Michael Rowitz – film TV (2006)
- Schuld und Rache, regia di Martin Enlen – film TV (2006)
- Die andere Hälfte des Glücks, regia di Christiane Balthasar – film TV (2007)
- Alma ermittelt - Tango und Tod, regia di René Heisig – film TV (2007)
- Innamorarsi a Verona (Wiedersehen in Verona), regia di Dirk Regel – film TV (2007)
- Troppo bello per me (Zu schön für mich), regia di Karola Hattop – film TV (2007)
- Zeit zu leben, regia di Matti Geschonneck – film TV (2007)
- Eine folgenschwere Affäre, regia di Martin Enlen – film TV (2007)
- Das 100 Millionen Dollar Date, regia di Josh Broecker – film TV (2007)
- Die Sache mit dem Glück, regia di René Heisig – film TV (2008)
- Siska – serie TV, episodi 4x6-11x4 (2001-2008)
- Ein Dorf schweigt, regia di Martin Enlen – film TV (2009)
- Durch diese Nacht, regia di Rolf Silber – film TV (2009)
- Bis an die Grenze, regia di Marcus O. Rosenmüller – film TV (2009)
- Un caso per due (Ein Fall für zwei) – serie TV, episodi 29x9 (2009)
- Sechs Tage Angst, regia di Markus Fischer – film TV (2010)
- Il commissario Köster (Der Alte) – serie TV, 4 episodi (2002-2010)
- Das Geheimnis in Siebenbürgen, regia di Martin Enlen – film TV (2010)
- Solange du schliefst, regia di Nicole Weegmann – film TV (2010)
- Stolberg – serie TV, episodi 8x3 (2010)
- Mord in bester Familie, regia di Johannes Grieser – film TV (2011)
- Russisch Roulette – serie TV, episodi 1x1-1x2 (2012)
- Die Tote ohne Alibi, regia di Michael Schneider – film TV (2012)
- Jeder Tag zählt, regia di Gabriela Zerhau – film TV (2012)
- Am Ende der Lüge, regia di Marcus O. Rosenmüller – film TV (2013)
- Il commissario Lanz (Die Chefin) – serie TV, 65 episodi (2012-2020)

## Doppiatrici italiane
- Pinella Dragani in Amico mio, Il commissario Lanz (1ª voce)
- Laura Boccanera in Heidi
- Roberta Greganti in Il commissario Lanz (2ª voce)
- Claudia Catani in Il commissario Montalbano
- Valeria Falcinelli in Innamorarsi a Verona